# Acridocarpus alopecurus
Acridocarpus alopecurus là một loài thực vật có hoa trong họ Malpighiaceae. Loài này được Sprague mô tả khoa học đầu tiên năm 1909.